# Rials d'Arenys de Mar
Els rials d'Arenys de Mar són unes rieres que recullen les aigües pluvials dels torrents i turons propers a Arenys de Mar. Des de sempre s'han utilitzat com a vies de comunicació cap a hortes, vinyes i pobles dels voltants.
Aquests camins acostumen a ser de sorra i sauló amb canyes i alguns alocs als marges. Aquestes rieres són cada cop més amples a mesura que s'acosten al mar. Només baixen quan plou, és aleshores quan l'aigua sobre pas. Porten un gran cabal d'aigua degut a la forta pendent dels turons.
Els rials han sofert una transformació important ja que els habitatges, l'asfalt i el trànsit rodat s'han apoderat del seu espai.
La riera d'Arenys de Mar divideix els rials en dos sectors: els de ponent i els de llevant.
Ponent: Rial de Canadells - Rial Llarg - Rial d'en Navarra - Rial de Font de Joncs - Rial de Valldegata - Rial de Cerinyana - Rial del Sapí - Rial de Sa Clavella 
Llevant: Rial el Bareu - Rial de Vallfiguera - Rial del Frontori - Rial de Tronqueda - Rial de Canalies - Rial de la Serp - Rial de la Planeta - Rial d'en Botifarra - Rial del Cabaió - Rial de Vallmaria - Rial de Pollroig 

## Estat de conservació
Actualment són molts els rials que no es poden transitar:
- Rial de Canadells: Intransitable amb cotxe, a peu presenta dificultats
- Rial Llarg: perfecte estat amb cotxe i a peu, per arribar a mar ens hem de desviar pel pas subterrani.
- Rial d'en Navarra: fins al túnel transitable amb cotxe, després només a peu.
- Rial de Font: de Joncs totalment transitable amb cotxe.
- Rial de Valldegata: Amb cotxe i a peu intransitable, a peu només si pot anar del pont de l'autopista de Can Deri fins a l'entrada del nou polígon.
- Rial de Cerinyana: Totalment intransitable amb cotxe, a peu presenta notables dificultats.
- Rial del Sapí: Part de mar fins a can Tutó a cotxe i a peu, aleshores el camí desapareix per els dos. A l'altura del pavelló és recupera el pas tant per cotxes com a peu.
- Rial de Sa Clavella: Totalment transitable amb cotxe i a peu.
- Rial el Bareu: Totalment transitable a peu o cotxe.
- Rial de Vallfiguera: Totalment transitable a peu. Amb cotxe des del túnel cap amunt està perfectament adaptat.
- Rial del Frontori: Totalment transitable a peu o cotxe.
- Rial de Tronqueda: Intransitable tant a peu com en cotxe.
- Rial de Canalies: Totalment transitable a peu. Amb cotxe fins que acaba la urbanització.
- Rial de la Serp: Totalment transitable amb cotxe o a peu.
- Rial de la Planeta: Totalment trànsitable a peu i amb cotxe.
- Rial d'en Botifarra: De la serp cap amunt és pot arribar amb cotxe i a peu, aleshores queda tallat. Aleshores el podem agafar pel camí de ronda Areny-Canet i seguir-lo a peu.
- Rial del Cabaió: Totalment perdut a cotxe i a peu.
- Rial de Vallmaria: Transitable a peu i amb cotxe.
- Rial de Pollroig: Transitable a peu i amb cotxe.

## POUM
El POUM (pla d'organització i urbanització municipal) ha presentat una greu amenaça per ells, contempla:
- La Variant de Valldegata, trinxant el tram final del Rial Llarg i tot el Rial de Valldegata.
- La urbanització del Rial Sa Clavella (tram de Lourdes fins l'autopista).
- L'asfaltat del Rial del Bareu (part superior, actualment de sorra fins l'autopista).
- L'asfaltat del Rial del Fontorí (des dels horts urbans fins al túnel del rial de la Planeta).
- Urbanització del Rial de Canalies (obrir un carrer fins al camí de ronda Arenys-Canet)